# Птахофабрика Київська
ВАТ «Птахофабрика Київська» — підприємство сільського господарства, яке спеціалізується на виробництві харчових яєць, м'яса птиці для подальшої переробки та реалізації. Засноване 1956 року з метою забезпечення жителів Києва харчовими яйцями. Розташована на території Деснянського району у Биківнянському лісі.
Підприємство одержує різноманітний асортимент продукції птахівництва: яйця — 90 %, м'ясо — 4,5 %, яєчний порошок — 1,5 %, послід курячий — 4 %.
На центральній садибі птахофабрики розташовані 40 діючих пташників, у тому числі один шестиповерховий і два чотириповерхових. Місткість пташників — 1560 тисяч птахомісць. Крім того, є теплиця на 0,2 га і фруктовий сад на 23 га. В районі с. Калинівка Броварського району знаходиться 115 га сільськогосподарських угідь.
У 1986 році український хоровий диригент, композитор, педагог, музично-громадський діяч Володимир Конощенко разом зі звичайними любителями української пісні заснував і протягом 17-ти років керував хором «Джерело» на птахофабриці, який згодом здобув звання народного.